# Djedaïda
Djedaïda o Djedaida o Djedeida o Jedeida o Jedeïda o Djedeïda (àrab: الجديّدة, al-Jadayyida) és una ciutat de Tunísia a la vall del riu Medjerda, situada uns 27 km a l'oest de la ciutat de Tunis. És capçalera d'una delegació de la governació de Manouba, i es troba uns 12 km al nord de la ciutat de Manouba. La ciutat té 24.746 habitants i la delegació 39,790 (cens del 2004).

## Economia
Té estació ferroviària. Tot i la proximitat a la capital del país es troba en una zona principalment agrícola. La ciutat té una zona industrial (una de les sis de la governació).

## Efemèrides
El 1943, durant la II Guerra Mundial, s'hi va lliurar una batalla entre les forces aliades i els francesos de Vichy i els alemanys.

## Administració
És el centre de la delegació o mutamadiyya homònima, amb codi geogràfic 14 56 (ISO 3166-2:TN-12), dividida en sis sectors o imades:
- Djedaïda (14 56 51)
- Djedaïda Hached (14 56 52)
- Chaouat (14 56 53)
- El Mansoura (14 56 54)
- Ez-Zahra (14 56 55)
- El Habibia (14 56 56)

Al mateix temps, forma una municipalitat o baladiyya (codi geogràfic 14 17), que s'estén pels sis sectors o imades de la delegació o mutamadiyya homònima.